# Premi Petruzzellis della Gattina
El Premi Petruzzellis della Gattina és un premi literari fictici d'Itàlia que té un paper essencial en l'argument de la novel·la El pèndol de Foucault d'Umberto Eco. L'escriptor va triar el nom en honor de l'escriptor i periodista real Ferdinando Petruccelli della Gattina (1815-1890).
Segons l'argument de la novel·la, l'editorial Manuzio s'especialitza en l'edició d'escriptors autoeditats, anomenats en l'argot de l'empresa «APS» (Autori a Propie Spese) en català «AAF» autors autofinançats. És una estafa eficaç. Els autors paguen el dinar dels jurats, el cost de la impressió de la segona edició de la seva obra, que s'ha tornat «imprescindible», segons els estafadors de l'editorial Manuzio per l'èxit a conseqüència del premi (que de fet mai no són impresos, s'utilitzen els exemplars no venuts de la primera edició), els premiats apareixen a la igualment fictícia Enciclopedia degli Italiani Illustri (Enciclopèdia dels italians il·lustres). Certs autors enyoren la (in)existència del premi.

## Premiats
- Adeodato Lampustri (1919)[5]
- De Gubernatis[5]